# Liste der Kulturdenkmäler in Preischeid
In der Liste der Kulturdenkmäler in Preischeid sind alle Kulturdenkmäler der rheinland-pfälzischen Ortsgemeinde Preischeid einschließlich des Ortsteils Oelverhof aufgeführt. Grundlage ist die Denkmalliste des Landes Rheinland-Pfalz (Stand: 27. Juni 2022).

## Einzeldenkmäler
| Bezeichnung                       | Lage                                   | Baujahr         | Beschreibung | Bild                           |
| --------------------------------- | -------------------------------------- | --------------- | --- | ------------------------------ |
| Katholische Pfarrkirche St. Peter | Preischeid, Hauptstraße 12 Lage        | 1784            | dreiachsiger Saalbau von 1784, vermauerter Eingang bezeichnet 1741 (wohl vom Vorgänger), klassizistischer Westturm, 1840; mit Ausstattung; auf dem Kirchhof Nischen-/Säulenkreuz, um 1620/30; zwei kleine Grabkreuze, spätes 18. Jahrhundert; im Vorraum der Leichenhalle zwei Grabkreuze, 1787 | weitere Bilder Fotos hochladen |
| Hofanlage                         | Preischeid, Hauptstraße 18 Lage        | 1780            | Streckhof; Wohnhaus, bezeichnet 1780 | weitere Bilder Fotos hochladen |
| Portal                            | Preischeid, Schulstraße, an Nr. 6 Lage | 1789            | klassizistisches Oberlichtportal, bezeichnet 1789 | weitere Bilder Fotos hochladen |
| Flurküche                         | Oelverhof, Hauptstraße, in Nr. 54 Lage | 17. Jahrhundert | ehemalige Flurküche, eventuell noch aus dem 17. Jahrhundert | weitere Bilder Fotos hochladen |